# Lopunajan merkit
Lopunajan merkit es el primer álbum en estudio de la banda finlandesa, Timo Rautiainen & Trio Niskalaukaus lanzado en 1999.

## Canciones
1. «Venäjän orvot»
2. «Rekkamies»
3. «En katso taakse»
4. «Talvi-illan tarina»
5. «Tyyni»
6. «Hyvä päivä»
7. «Lajinsa viimeiset»
8. «Alavilla mailla»
9. «Häpeän lävistämä»